# Coupe Challenge féminine de handball 2009-2010
Navigation
Coupe Challenge 2008-2009 Coupe Challenge 2010-2011
La coupe Challenge 2009-2010 est la 17e édition de la Coupe Challenge de handball féminin, compétition créée en 1993.

## Formule
La coupe Challenge, a priori la moins réputée des différentes compétitions européennes, est également appelée C4. 
L’épreuve débute par un tour préliminaire où huit équipes, réparties en deux groupes de quatre, se disputent la qualification pour les seizièmes de finale. 
Tous les autres tours se déroulent en matches aller-retour, y compris la finale. 

## Tour préliminaire
| Équipe                  | Équipe                |
| ----------------------- | --------------------- |
| ZRK Ilidza              | Casta Sokol Pisek     |
| G.A.S. Megas Alexandros | Astra HC              |
| HC Zito Prilep          | WHC Biseri            |
| Bizztravel Dalfsen      | HC Dnepryanka Kherson |